# Биотеррористический акт в Те-Далсе (1984)
В 1984 году 751 человек пострадал от пищевого отравления в Те-Далсе, штат Орегон, в результате преднамеренного распространения сальмонеллы в салатных барах в десяти местных ресторанах. За организацией биотеррористического акта стояла группа влиятельных последователей религиозного и духовного деятеля Ошо, лидера движения Раджниша. Основным организатором была Ма Анад Шила. Заговорщики надеялись таким образом помешать местному электорату поучаствовать в местных выборах в округе Уоско. В итоге кандидаты, которых поддерживали последователи Ошо, должны были получить больший процент голосов. Этот инцидент стал первой и крупнейшей биотеррористической атакой в истории США.
Кандидаты из общины Раджнишпурам ранее получили большинство в совете города Антелоп, штат Орегон. Они добивались избрания своих кандидатов на два из трёх мест в окружной комиссии Уоско, выборы были запланированы на ноябрь 1984 года. Некоторые лидеры общины решили не допустить на выборы избирателей из Те-Далса, крупнейшего города округа Уоско, так как боялись, что их кандидаты проиграют выборы. В качестве биологического агента была выбрана Salmonella enterica Typhimurium. Сначала бактерией заразили воду, которую пили двое уполномоченных округа; а затем её распространили в салатных барах, в частности, заразили заправку для салатов.
В результате инцидента 751 человек заразился сальмонеллёзом, 45 были госпитализированы, но летальных исходов не было. Первоначальное расследование проводили Отдел общественного здравоохранения штата Орегон и Центры по контролю и профилактике заболеваний США (ЦКЗ). Они не исключали преднамеренное заражение, но данный факт подтвердили только год спустя.
На пресс-конференции в сентябре 1985 года Ошо обвинил нескольких своих последователей в этом преступлении и попросил местные и федеральные власти провести расследование. Генеральный прокурор штата Орегон Дэвид Фронмайер создал межведомственную рабочую группу, куда вошли представители полиции штата Орегон и ФБР, а также выдал ордера на обыск в Раджнишпураме. В медицинской лаборатории Раджнишпурама был обнаружен образец бактерий, идентичный тому, от которого заразились жители города. Два ведущих должностных лица Раджнишпурама были осуждены по обвинению в покушении на убийство и отбыли 29 месяцев в федеральной тюрьме.

## Планирование и подготовка

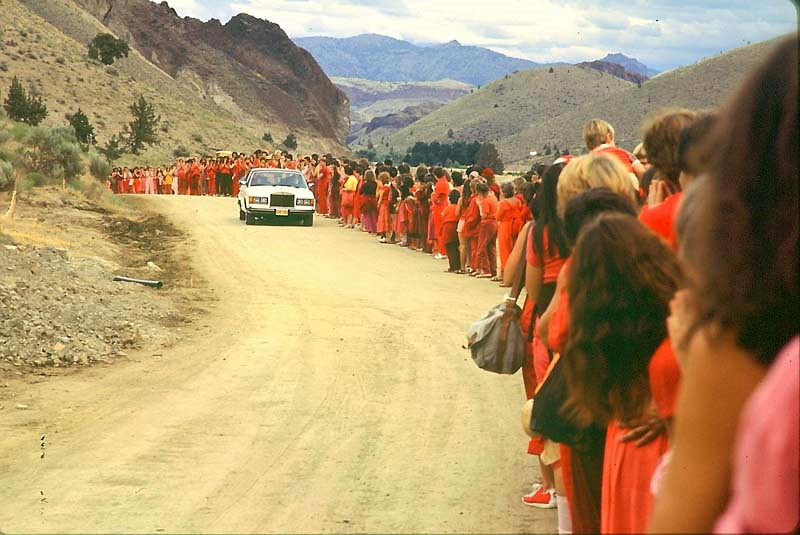
Ошо на своём Rolls-Royce Silver Spirit в Раджнишпураме (1982)

В 1981 году несколько тысяч последователей Ошо перебрались на «Большое грязное ранчо» в сельской местности округа Уоско. Позже они основали общину под названием Раджнишпурам. Они оказывали значительное влияние на небольшой соседний городок Антелоп населением 75 человек и добились его официального переименования в «Раджниш». Община мирно сосуществовала с местным населением, но вскоре отношения ухудшились из-за конфликтов за землю и резкого расширения общины.
Получив отказ в выдаче разрешения на строительство в Раджнишпураме, руководство общины стремилось получить политический контроль над остальной частью округа, они планировали повлиять на результаты выборов в округе в ноябре 1984 года. Их цель состояла в том, чтобы их кандидаты получили два из трёх мест в окружной комиссии Уоско, а также в офисе шерифа. В попытке повлиять на выборы они запустили программу «Поделись домом», в рамках которой перевезли тысячи бездомных в Раджнишпурам и попытались зарегистрировать их для участия в голосовании. Таким образом планировалось увеличить число голосов за кандидатов общины. Секретарь округа Уоско нарушил планы общины, введя в действие постановление, согласно которому все новые избиратели должны были подтвердить своё избирательное право при регистрации для голосования.
Руководство общины планировало не дать поучаствовать в выборах избирателям Те-Далса, где проживала большая часть электората. Около 12 человек участвовали в использовании биологических веществ, и по крайней мере 11 — в планировании и подготовке. В работе медицинской лаборатории Раджнишпурама участвовало не более четырёх человек; не все из них достоверно знали о целях своей работы. По крайней мере восемь человек помогли распространить бактерии.
Основными организаторами теракта были Ма Ананд Шила и Дайан Ивонн Онанг (Ма Ананд Пуджа) — практикующая медсестра и секретарь-казначей Медицинской корпорации Раджниша. Они приобрели бактерии сальмонеллы у поставщика медицинских товаров из Сиэтла, штат Вашингтон, другие сообщники культивировали её в лабораториях общины. Они хотели испытать бактерию, заразив продукты в салатных барах. Злоумышленники также пыталась заразить патогенами систему водоснабжения Те-Далса. В случае успеха они планировали использовать те же методы ближе ко дню выборов. Вторую часть плана они не выполнили. Община решила бойкотировать выборы, когда стало ясно, что тем, кого пригласили по программе «Поделись домом», не разрешат голосовать.

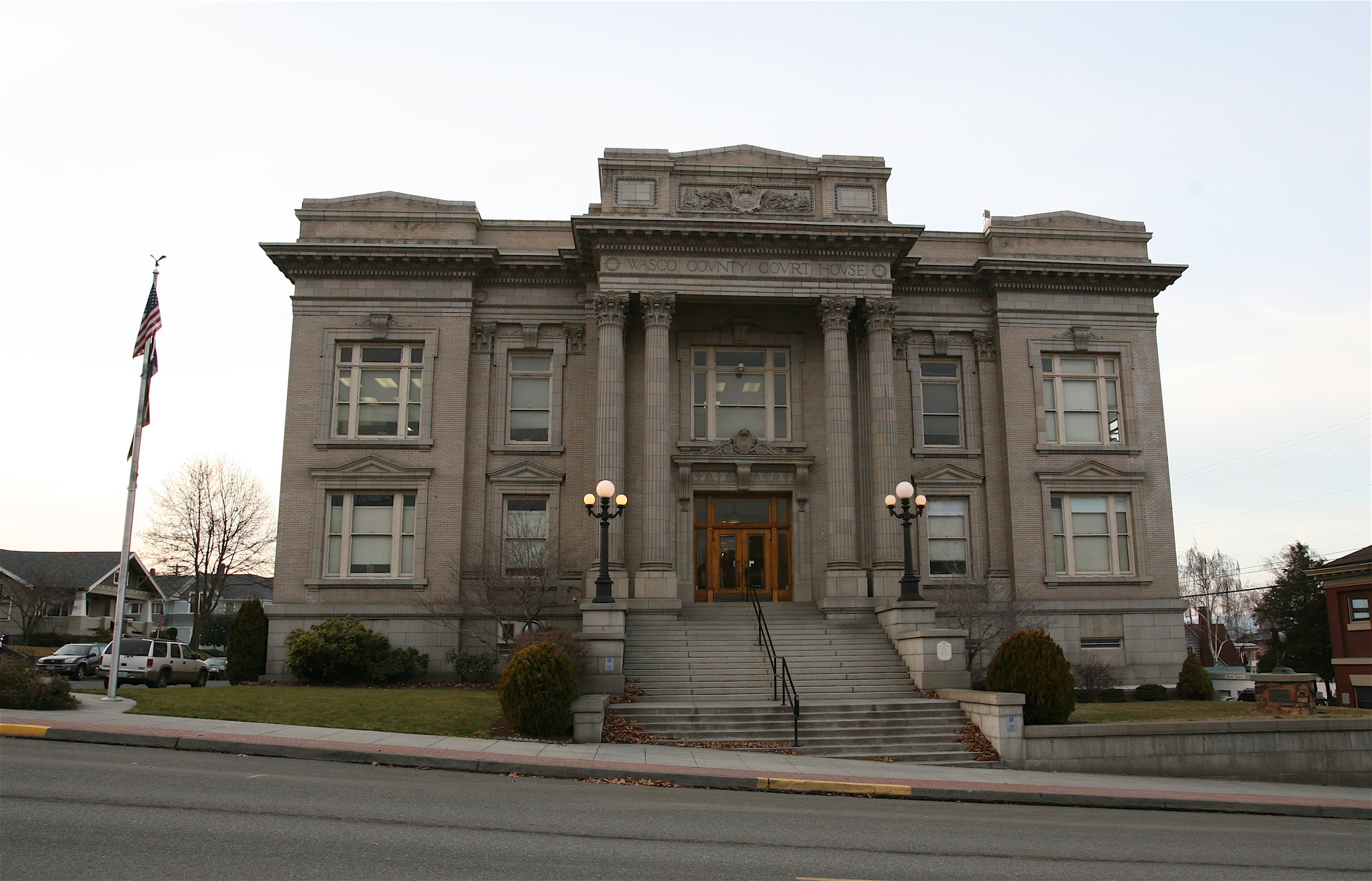
Здание окружного суда Уоско, где злоумышленники распространили бактерию

Два члена окружной комиссии Уоско были инфицированы, выпив воду, в которой содержались бактерии сальмонеллы. Это случилось 29 августа 1984 года во время поездки в общину Раджнишпурама. Оба мужчины заболели, один был госпитализирован. После этого члены группировки Шилы распространяли сальмонеллу на товары в продуктовых магазинах, а также на дверные ручки и ручки писсуаров в окружном суде, но эти действия не дали желаемых результатов. В сентябре — октябре 1984 года они заразили сальмонеллой салатные бары десяти местных ресторанов, заболел 751 человек. 45 человек были отправлены на стационарное лечение; тем не менее все выжили.
Первичная тактика злоумышленников заключалась в том, что один из участников группы тайно проносил в салатный бар пластиковый пакет со светло-коричневой жидкостью с бактериями (которую преступники условно называли «сальса») и либо обрызгивал ею еду, либо наливал в заправку для салатов. К 24 сентября 1984 года серьёзно заболели более 150 человек. К концу сентября был зарегистрирован 751 случай острого гастроэнтерита; лабораторные исследования показали, что все жертвы были инфицированы Salmonella enterica Typhimurium. Симптомы включали диарею, лихорадку, озноб, тошноту, рвоту, головные боли, боли в животе и кровавый стул. Возраст пострадавших варьировался от новорождённого (родился через два дня после заражения матери, изначально его шансы на выживание оценивали в 5 %), до 87 лет.

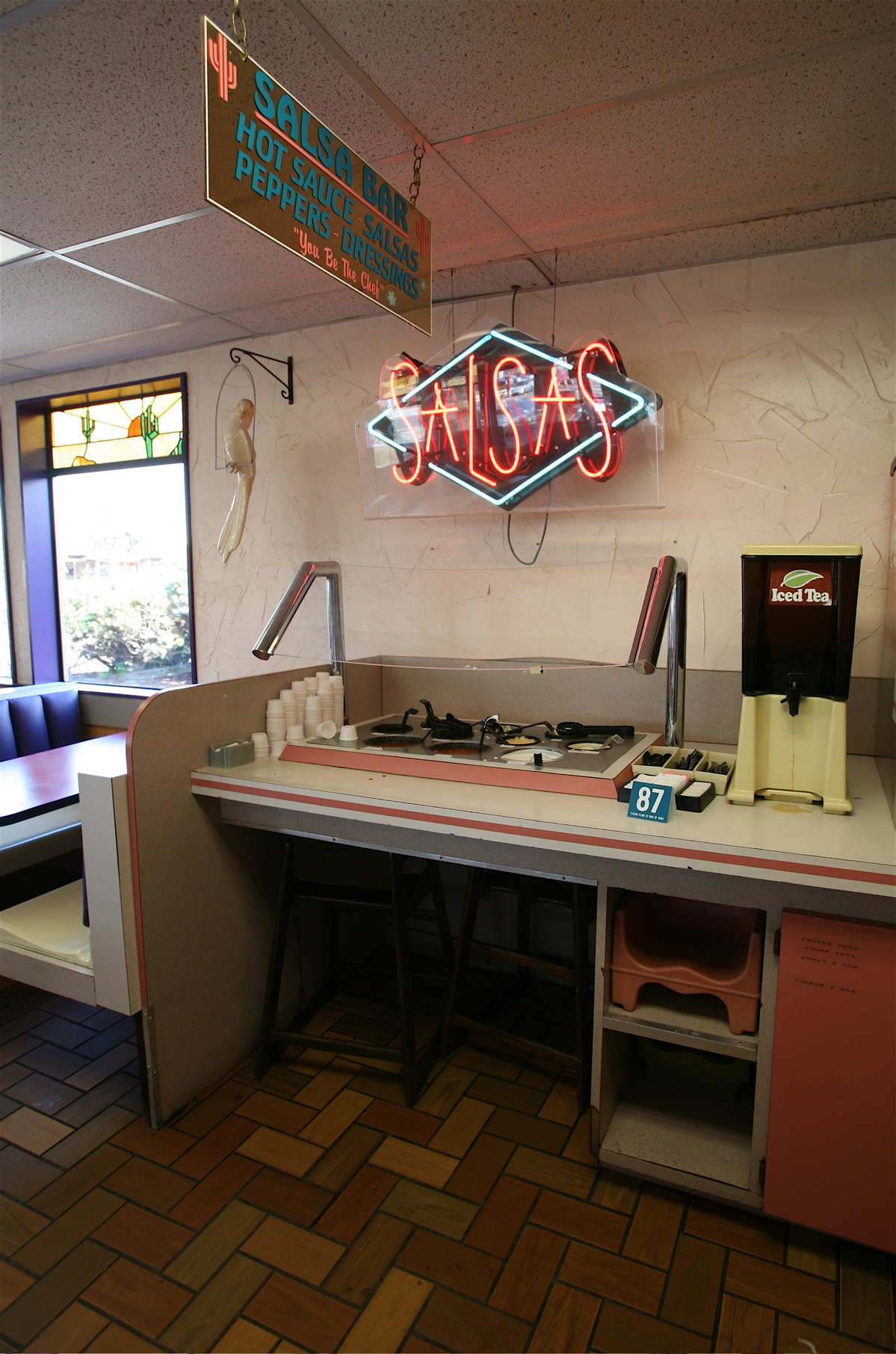
Салатный бар в ресторане фаст-фуда TacoTime

Местные жители подозревали, что за отравлениями стояли последователи Ошо. Общественность сговорилась, чтобы не дать последователям Ошо завоевать ни единой должности в окружной комиссии, в итоге план злоумышленников провалился. В конце концов в ноябре 1984 года последователи Ошо сняли своих кандидатов с голосования. Проголосовали только 239 из 7000 членов общины; большинство из них не были гражданами США и не могли голосовать. Вспышка инфекции обошлась местным ресторанам в сотни тысяч долларов, а чиновники сферы здравоохранения закрыли салатные бары в заведениях, которые пострадали в ходе инцидента. Некоторые жители опасались новых нападений и оставались дома. Один из жителей сказал: «Люди были так охвачены ужасом и напуганы. Люди не выходили, они не выходили одни. Люди становились заключёнными».

## Расследование
Вспышку инфекции расследовали официальные лица и следователи различных государственных и федеральных агентств. Директор Лаборатории общественного здравоохранения Орегона Майкл Скилс сказал, что инцидент потребовал такого масштабного расследования в области здравоохранения, потому что «это была самая крупная вспышка [инфекции], связанная с пищевыми продуктами, в США в 1984 году». Расследование идентифицировало вид бактерии (Salmonella enterica Typhimurium) и первоначально пришло к выводу, якобы инфицирование произошло из-за того, что сотрудники ресторанов не придерживались правил личной гигиены. Сотрудники пострадавших ресторанов, которые работали с едой, заболели раньше, чем большинство гостей.
Конгрессмен-демократ от штата Орегон Джеймс Уивер требовал продолжить расследование, поскольку считал, что заключение официальных лиц неадекватно трактует факты. Он связался с врачами ЦКЗ и других агентств и призвал их провести исследование в Раджнишпураме. Согласно книге Льюиса Картера «Харизма и контроль в Раджнишпураме», «многие считали его озабоченность» параноидальной, а также обвиняли в травле последователей Ошо. 28 февраля 1985 года Уивер выступил с речью в Палате представителей США, в которой обвинил последователей Ошо в заражении салатных ингредиентов в восьми ресторанах. Как позже показали события, Уивер представил хорошо аргументированные, хотя и косвенные, доводы. Несколько месяцев спустя, после того как следователи поработали в Раджнишпураме, эти доводы подтвердились доказательствами.
Несколько месяцев спустя, 16 сентября 1985 года, Ошо (который четыре года не появлялся на публике) созвал пресс-конференцию: он заявил, что Шила и 19 других лидеров общины, включая Пуджу, покинули Раджнишпурам на выходных и уехали в Европу. Он сказал, что получил информацию от жителей общины, якобы Шила и её сообщники совершили ряд серьёзных преступлений. Ошо назвал их «бандой фашистов» и сказал, что они пытались отравить его доктора и спутницу, а также окружного прокурора округа Джефферсон и заразить систему водоснабжения в Те-Далсе. Ошо высказал своё мнение, якобы они отравили окружного комиссара и судью Уильяма Халса и что они, возможно, причастны к вспышке сальмонеллёза в Те-Далсе. Он пригласил в общину представителей правоохранительных органов штата и федеральных властей для проведения расследования. Пресса первоначально отреагировала скептически на его обвинения.
Генеральный прокурор штата Орегон Дэйв Фронмайер создал рабочую группу, куда вошли представители офиса шерифа округа Уоско, полиции штата Орегон, ФБР, Службы иммиграции и натурализации и Национальной гвардии. Они получили ордера на обыск, 2 октября 1985 года в Раджнишпурам прибыло 50 следователей. В лаборатории медицинской клиники Раджнишпурама Скилс обнаружил стеклянные флаконы, содержавшие «бактроловые диски» с сальмонеллой. Лаборатория ЦКЗ в Атланте провела анализ, который подтвердил, что бактерии в лаборатории Раджнишпурама были идентичны бактериям, вызвавшим тошноту у гостей местных ресторанов.
Расследование также выявило, что в 1984 и 1985 годах в Раджнишпураме проводились эксперименты с ядами, химическими веществами и бактериями. Скилс назвал увиденное в лаборатории Раджнишпурама «бактериологической морозильной камерой-сушилкой для крупномасштабного производства» микробов. Следователи обнаружили экземпляр «Поваренной книги анархиста» и литературу по производству и использованию взрывчатых веществ и военного биологического оружия. Следователи полагали, что члены общины ранее уже совершали аналогичные преступления в Сейлеме, Портленде и других городах Орегона. Согласно свидетельским показаниям в суде, заговорщики хвастались, что они распространяли бактерию в доме престарелых и салатном баре в Медицинском центре Мид-Колумбия, но ничего из этого так и не было доказано в суде. В результате расследования акта биотерроризма сотрудники правоохранительных органов обнаружили, что последователи Ошо планировали убийство Чарльза Тёрнера, бывшего федерального прокурора США от Орегона.

## Судебный процесс
Мэр Раджнишпурама Дэвид Берри Кнапп (известный как Свами Кришна Дева или К.Д.) признал свою причастность к преступлению и сообщил ФБР всё, что знал о заражении сальмонеллой. С его слов, Шила сказала, что «она говорила с [Ошо] о плане с целью снизить явку избирателей в Те-Далсе, заразив людей. Шила сказала, якобы [Ошо] прокомментировал, что лучше не причинять людям вред, но, если несколько человек умрёт, не стоит беспокоиться». В книге Джудит Миллер «Микробы: биологическое оружие и секретная война Америки» последнее утверждение приписывается Шиле. Некоторые члены общины сомневались в подлинности указаний Ошо. Согласно показаниям К.Д., Шила воспроизвела сомневающимся запись приглушённого голоса Ошо, где он говорил: «Если необходимо сделать что-то, чтобы сохранить [его] мечту, то сделайте это». Она сочла, якобы эта фраза означала, что убийство от его имени — это нормально, и убедила сомневающихся «не беспокоиться», если несколько человек умрут. 25 сентября 1984 года расследование обнаружило счёт из Американской коллекции типовых культур микробов, который подтверждал выполнение заказа лаборатории Раджнишпурама. Они заказали Salmonella Typhi, бактерию, которая вызывает опасное для жизни заболевание брюшным тифом.
Согласно исследованию 1994 года, опубликованному в журнале Sociology of Religion, «большинство санньясинов указали, что, по их мнению, [Ошо] знал о незаконной деятельности Ма Ананд Шилы». Фрэнсис Фитцджеральд написала в Cities on a Hill, что большая часть последователей Ошо «считала [его] неспособным совершить или желать насилия в отношении другого человека», и что почти все считали, якобы ответственность за преступление лежит на Шиле. Согласно Фитцджеральд, последователи Ошо полагали, что гуру ничего об этом не знал. Сэт Карус в «Токсическом терроре» написал, что «невозможно узнать, в какой степени [Ошо] участвовал в фактическом принятии решений. Его последователи считали, что он был причастен к каждому важному решению, которое принимала Шила, но эти утверждения никогда не были доказаны». Ошо утверждал, что Шила, которая, по его словам, была его единственным источником информации в период отшельничества, использовала своё положение, чтобы навязать общине модель «фашистского государства». Он признал, что его молчание было одной из причин её поступков.
27 октября 1985 года Ошо покинул Орегон на самолёте, при приземлении в Шарлотте (Северная Каролина) его арестовали. Ему было предъявлено обвинение по 35 пунктам в умышленных нарушениях миграционного законодательства. По соглашению о признании вины он признал два пункта обвинения в даче ложных показаний сотрудникам иммиграционной службы. Он был приговорён к десяти годам лишения свободы условно и штрафу в размере 400 000 долларов США, а также был депортирован, ему запретили повторный въезд в США на пять лет. Он никогда не привлекался к ответственности за преступления, связанные с заражением сальмонеллой.
28 октября 1985 года Шила и Пуджа были арестованы на территории ФРГ. После длительных переговоров между правительствами двух стран они были экстрадированы в США, 6 февраля 1986 года они прибыли в Портленд. Им было предъявлено обвинение в следующих преступлениях: покушение на убийство личного врача Ошо, нападение первой степени — за отравление судьи Уильяма Халса, нападении второй степени — за отравление комиссара Те-Далса Раймонда Мэтьюза, порча продукции — за массовое отравление в Те-Далсе, а также несанкционированное прослушивание телефонных разговоров и иммиграционные преступления. Прокуратура США занималась судебным преследованием по делам об отравлениях, связанных с десятью ресторанами, а Генеральная прокуратура штата Орегон рассматривала дела об отравлении комиссара Мэтьюза и судьи Халса.
22 июля 1986 года Шила и Пуджа признали свою вину в заражении сальмонеллой и других преступлениях. Сроки приговоров за преступления варьировались от 3 до 20 лет заключения. Шила получила 20 лет за попытку убийства врача Ошо; 20 лет — за нападение первой степени (отравление судьи Халса); 10 лет — за нападение второй степени (отравление комиссара Мэтьюза); 4,5 года — за соучастие в массовом отравлении; 4,5 года — за прослушивание телефонных разговоров; и 5 лет условно — за иммиграционное мошенничество. Пуджа получила 15, 15, 7,5 и 4,5 года соответственно за соучастие в первых четырёх преступлениях, а также 3 года условно — за прослушивание телефонных разговоров. И Шила, и Пуджа были освобождены условно-досрочно за хорошее поведение, отбыв 29 месяцев своего срока в федеральной тюрьме нестрогого режима. Грин-карта Шилы была аннулирована, она переехала в Швейцарию. Там она снова вышла замуж и руководила двумя местными домами престарелых.

## Последствия
Начиная с июня 1985 года, The Oregonian начала публикацию серии из 20 статей, посвящённых движению Ошо. В частности, были опубликованы материалы расследования инцидента с сальмонеллой. В результате последующего расследования The Oregonian стало известно, что один из участников журналистского расследования Лесли Зайц был третьим в списке целей группы Шилы. Генеральный прокурор штата Орегон Дэйв Фронмайер прокомментировал инцидент с отравлением и другие действия злоумышленников:

Последователи Ошо совершили самые серьёзные преступления такого рода в истории США … Самый масштабный случай брачного мошенничества, самая массовая схема записи и прослушивания телефонных разговоров, а также самое крупное массовое отравление.

Вспоминая инцидент, Скилс заявил:

Мы потеряли нашу невинность из-за этого … Мы действительно научились быть более подозрительными … Первая масштабная биологическая атака на американское сообщество была совершена не иностранными террористами, тайно ввезёнными в Нью-Йорк, а законными членами американского сообщества. В следующий раз, когда это произойдёт, может быть задействовано больше смертоносных веществ … Мы, представители общественного здравоохранения, на самом деле не готовы к этому.

Милтон Лейтенберг в своей работе «Оценка биологического оружия и угрозы биотерроризма» в 2005 году отметил: «Очевидно, что нет другой „террористической“ группы, которая достоверно успешно культивировала какой-либо патоген». Федеральные следователи и следователи штата запросили, чтобы подробности инцидента не публиковались в Journal of the American Medical Association (JAMA) в течение 12 лет, так как они опасались, что описание событий может спровоцировать аналогичные преступления. Редакция JAMA подчинилась. Впоследствии повторных атак и мистификаций не было, и JAMA опубликовал подробный отчёт об инциденте и расследовании в 1997 году. Опытный анализ, опубликованный в 1999 году в журнале ЦКЗ Emerging Infectious Diseases, описал шесть причинных факторов, связанных с биотерроризмом, в том числе: харизматическое лидерство, отсутствие сторонников, апокалиптическая идеология, одиночка или отколовшаяся группа, чувство паранойи и величия, а также защитная агрессия. Согласно статье, «Культ Оша» удовлетворил все причинные факторы, за исключением «апокалиптической идеологии». Анализ в книге «Культы, религия и насилие» оспаривает связь с харизматическим лидерством, указывая на то, что в этом и других случаях ключевую роль в инициировании насилия играли влиятельные члены общины. Авторы аргументировали скорее контекстуальную, чем решающую роль харизмы. Они заявили, что приписывание результатов деятельности группы лиц отдельному человеку, в том числе харизматичному лидеру, обычно маскирует гораздо более сложную область социальных отношений.

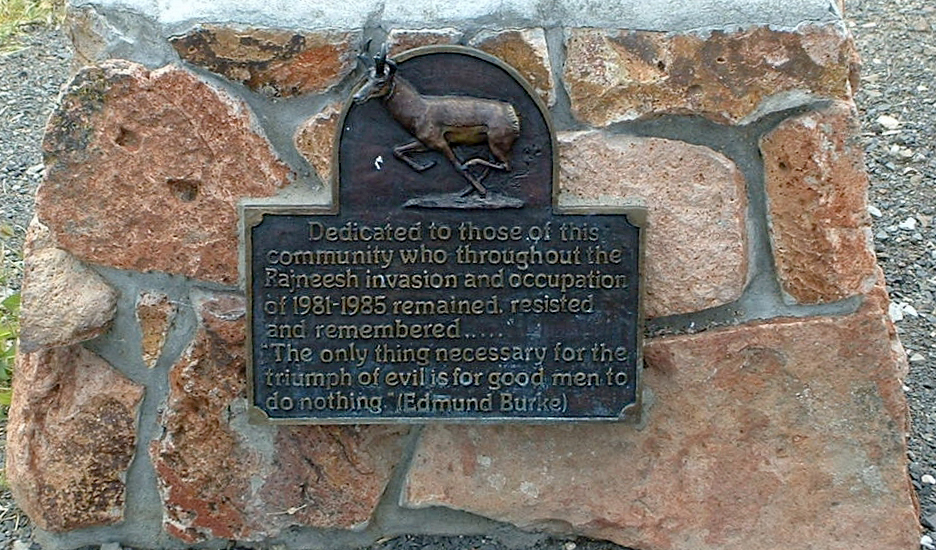
Мемориальная табличка на почтовом отделении Антелопа в память о сопротивлении «вторжению» последователей Ошо

Внимание СМИ к инциденту возобновилось, когда в 2001 году в США произошёл инцидент с письмами со спорами сибирской язвы. В том же году вышла книга Джудит Миллер «Микробы: биологическое оружие и секретная война Америки», которая содержала анализ и подробное описание событий. Публикация книги также возобновила обсуждение инцидента в новостях. Жители Те-Далса отметили, что у них есть понимание того, как в США могут совершаться акты биотерроризма. Инцидент вызвал страх в обществе и истощил местную экономику. Все пострадавшие рестораны, кроме одного, закрылись. В 2005 году Земельный совет штата Орегон согласился продать 1,9 км² земли в округе Уоско, включая Раджнишпурам, религиозной организации Young Life из Колорадо. 18 февраля 2005 года на Court TV вышел эпизод «Медицинского детектива» об инциденте под названием: «Биоатака — отравление культом в Орегоне». Вспышка сальмонеллёза также обсуждалась в СМИ в контексте массового заражения кишечной палочкой в Северной Америке в 2006 году.
В книге «Новые инфекционные заболевания: тенденции и проблемы» упоминалась биотеррористическая атака 1984 года. Она приводилась в качестве исключения, что «только группы, которые поддерживают иностранные государства, имеют ресурсы для осуществления масштабных актов биотерроризма». Согласно Deadly Cultures: Biological Weapons Since 1945, было только два подтверждённых случая использования биологического оружия в террористических целях для нанесения вреда людям (второй организовала Аум синрикё). Этот инцидент стал самой крупной биотеррористической атакой в истории США.

Во всех отношениях, атака сальмонеллой, осуществлённая членами секты, была крупной биотеррористической атакой, которая, к счастью, не достигла своей конечной цели и не привела к гибели людей.
— Джозеф Макканн, «Терроризм на американской земле: краткая история заговоров и преступников от знаменитых до забытых» (2006)